# Васильевка (Угранский район)
Васильевка — Деревня в Угранском районе Смоленской области России. Входит в состав Желаньинского сельского поселения. 
Население — 0 жителей (2007 год). 
Расположена в юго-восточной части области в 7 км к северо-востоку от Угры, в 16 км южнее автодороги Р132 Вязьма — Калуга — Тула — Рязань, на берегу реки Малая Солоча. В 7 км юго-западнее от деревни находится железнодорожная станция Угра на линии Торжок-Брянск. 

## История
В годы Великой Отечественной войны деревня была оккупирована гитлеровскими войсками в октябре 1941 года, освобождена в марте 1943 года.